# Мгебров, Авессалом Иванович
Авель (Авессалом) Иванович Мгебров (Мгебришвили) (груз. აბელ - აბესალომ მღებრიშვილი; 1845/1846 — 12 декабря 1925) — генерал-лейтенант русской императорской армии.

## Биография
Родился 20 декабря 1845 (1 января 1846) года.
В 1866 году окончил Императорское коммерческое училище. Затем поступил в Николаевское военное инженерное училище, из которого был выпущен прапорщиком в 1-й Кавказский саперный батальон 1-го Кавказского армейского корпуса; с 13 октября 1868 года — подпоручик, с 24 июля 1871 года — поручик.
В русско-турецкой войне 1877—1878 гг. участвовал в обороне Черноморского побережья. Со 2 сентября 1878 года — штабс-капитан, с 27 июля 1885 года — капитан.
После окончания Санкт-Петербургского технологического института (в книге «Биографии выпускников технологического института», выпущенной к его 100-летию в 1928 году он не упоминается) он был направлен на службу в Закаспийский военный округ — начал помощником делопроизводителя в отделе по передвижению войск и грузов, затем стал начальником отдела управления военными сообщениями Генерального штаба в железнодорожных войсках (с 1903); подполковник «за отличие по службе» с 30.08.1890, полковник «за отличие по службе» с 6.12.1895, генерал-майор «за отличие по службе» с 6.12.1903.
С 20 февраля 1914 года — генерал для поручений при Главном военно-техническом управлении; генерал-лейтенант с 6 апреля 1914 года, «за отличие по службе».
Был женат, имел троих детей; сыновья — Александр (1884—1966) увлёкся театром, Владимир (1886—1915) — военный инженер-конструктор.
Последние годы жил на Красной улице, д. 25, кв. 10. Умер 12 декабря 1925 года «от старческого маразма»; похоронен на Смоленском православном кладбище.

## Награды
- Св. Станислава 3-й ст. (1880)
- Св. Анны 3-й ст. (1883)
- Св. Станислава 2-й ст. (1894)
- Св. Владимира 4-й ст. (1896; за 25 лет службы)
- Св. Анны 2-й ст. (1898)
- Св. Владимира 3-й ст. (1900)
- Св. Станислава 1-й ст. (1906)
- Св. Анны 1-й ст. (1914)
- Св. Владимира 2-й ст. (1915)
- Белого орла (1916)

Иностранные ордена
- Бухарский Золотой звезды 2-й ст. (1895)
- Бухарский Золотой звезды 1-й ст. (1900).